# إدوارد والتر
إدوارد والتر (بالإنجليزية: Edward Walter)‏ هو سياسي نيوزلندي، ولد في 15 يناير 1866، وتوفي في 30 يناير 1932. انتخب عضو مجلس النواب نيوزيلندا.